# Ordulf (Sachsen)

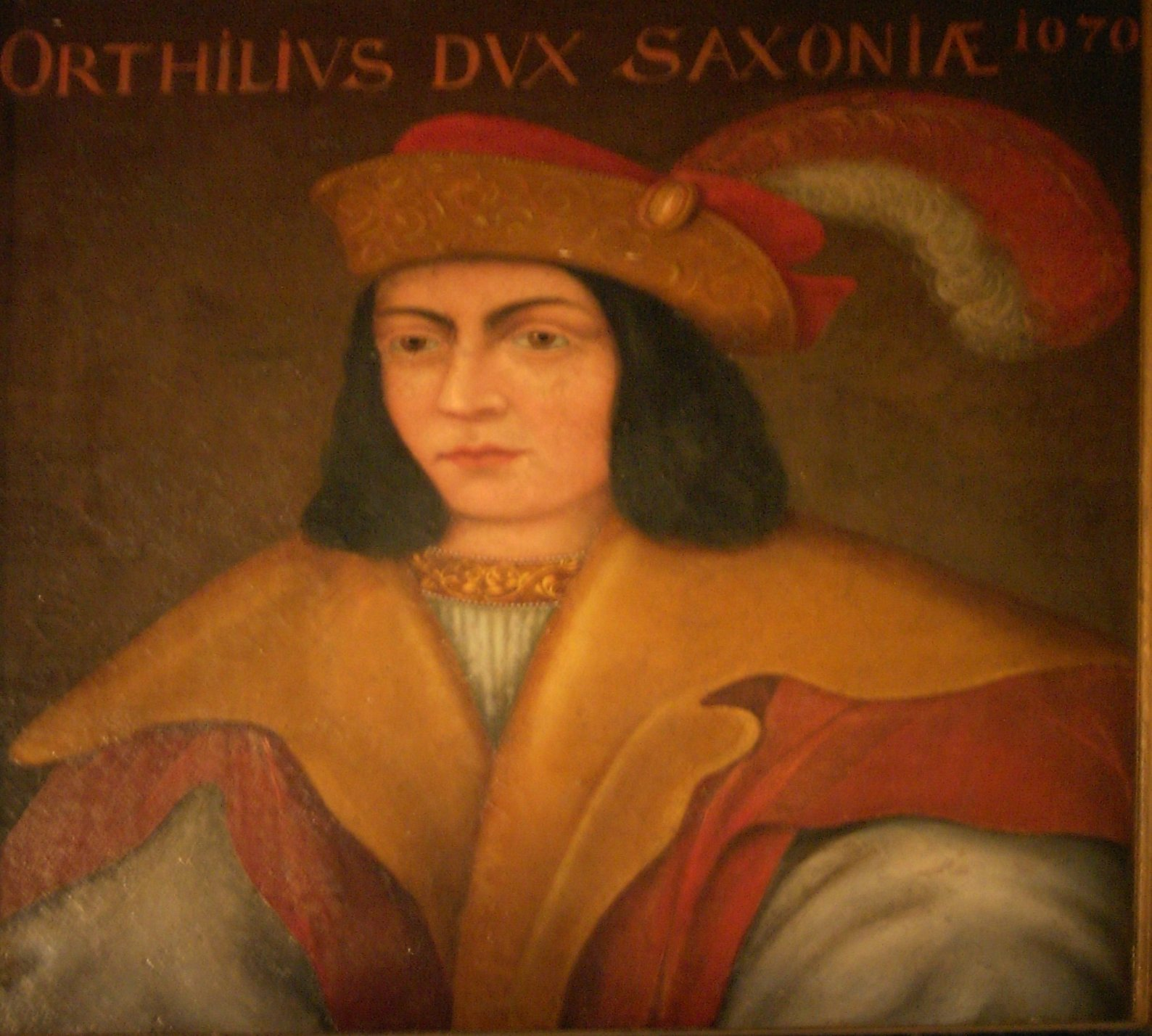
Herzog Ordulf von Sachsen, 1070, Historienmalerei in der Wartburg

Ordulf (auch Otto genannt) († 28. März 1072) aus der Familie der Billunger war Herzog in Sachsen von 1059 bis 1072.

## Herkunft und Familie
Ordulf war der älteste Sohn des sächsischen Herzoges Bernhard II. und der Eilika († 10. Dezember nach 1055/1056), einer Tochter des Heinrich von Schweinfurt, Markgraf des Nordgau. Er hatte mit
Hermann († 1086), Gertrud († 4. August 1089 (oder 1093)), Ida († 31. Juli 1101) und Hadwig/Hedwig (* um 1030/35, † 17. Juli um 1112) einen Bruder und drei Schwestern.
Ordulf war zweimal verheiratet, mit beiden Frauen hatte er einen Sohn. Seine erste Frau war seit November 1042 Wulfhild von Norwegen († 24. Mai 1071), eine Tochter des Königs Olav II. Haraldsson. Beider Kind war sein Nachfolger, der spätere Herzog Magnus. Eine zweite Ehe schloss er mit Gertrud von Haldensleben, einer Tochter des Grafen Konrad und Witwe eines Friedrich (wohl von Formbach), die 1076 in Mainz gefangen gesetzt wurde und am 21. Februar 1116 starb. Beider Sohn war Bernhard, der am 15. Juli eines unbekannten Jahres in Lüneburg nach einem Sturz vom Pferd starb.

## Leben

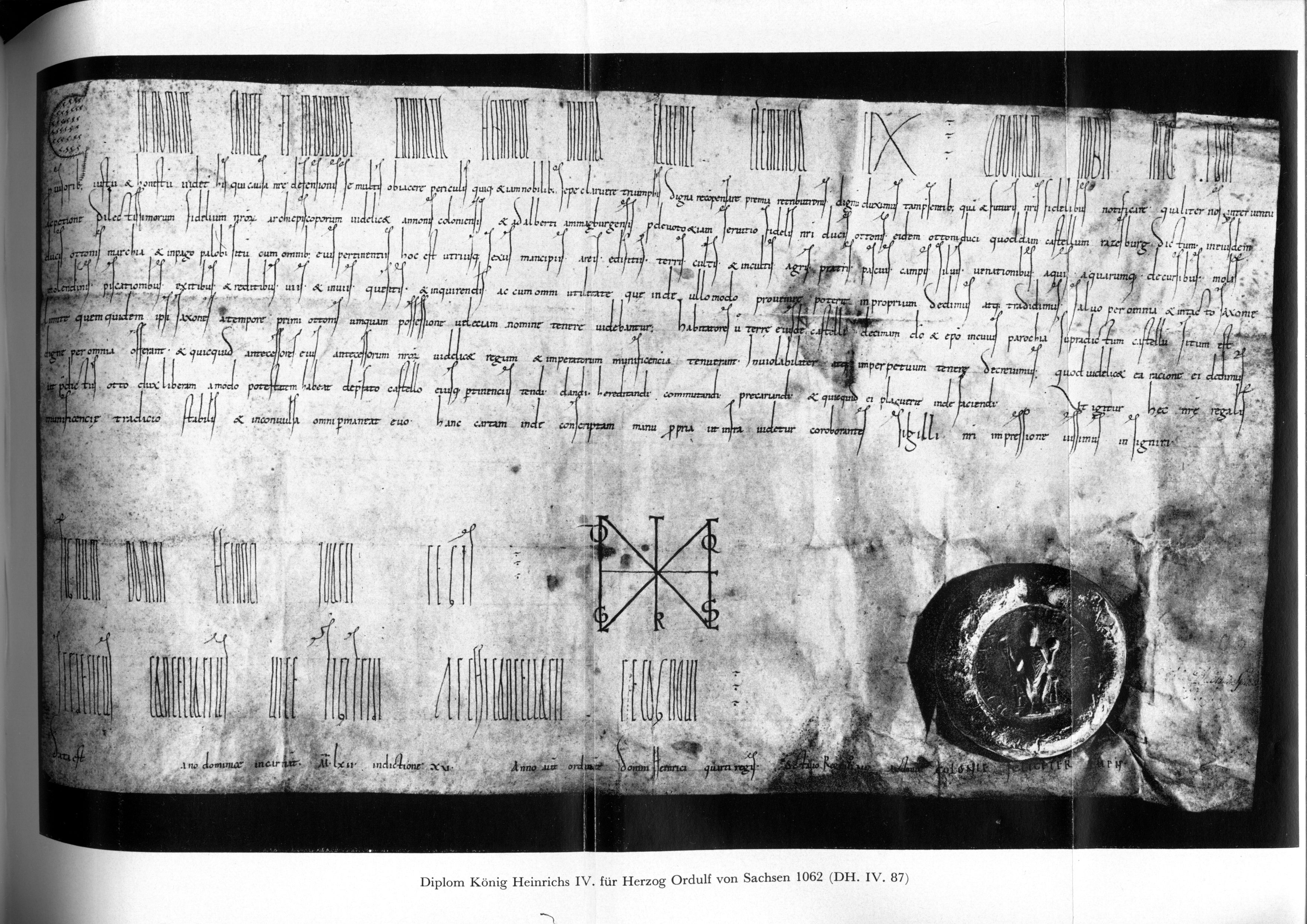
Urkunde aus dem Jahre 1062 zur Übertragung der Ratzeburg durch König Heinrichs IV. an Ordulf. Landesarchiv Baden-Württemberg, Abt. Generallandesarchiv Karlsruhe A Nr. 97.

1043 besiegte Ordulf in der Schlacht auf der Lürschauer Heide mit einem sächsischen Aufgebot an der Seite des norwegisch-dänischen Königs Magnus des Guten das mit dessen Gegenspieler Sven Estridsson verbündete Heer der Abodriten. Nach Angaben dänischer Chronisten war es Ordulf, der Magnus zum Angriff auf das vielfach stärkere Heer der Slawen überredete.
Im Jahre 1059 folgte Ordulf seinem verstorbenen Vater Bernhard II. als Herzog. Seine Regierungszeit war geprägt vom Verlust der Herrschaft in Nordalbingien, der Verwüstung Stormarns und der Zerstörung Hamburgs durch den abodritischen Teilstamm der Wagrier sowie anschließenden erfolglosen Versuchen der Rückeroberung der verlorenen Gebiete. Die ständigen Niederlagen gegen die Slawen machten ihn im Urteil der Zeitgenossen „zum Gespötte der Seinen‘“ (Adam von Bremen).
Im Jahr 1064 kam es zu einer kriegerischen Auseinandersetzung zwischen Ordulf und Adalbert von Bremen. Ordulf hatte von dem Erzbischof ein großzügiges Lehen erwartet, welches er nicht zugestanden bekam. Er schickte seinen Bruder Hermann Billung auf Kriegszug gegen Bremen. Dieser war zwar militärisch erfolgreich, führte aber zu einer Verbannung durch den König. Diese wurde ein Jahr später durch eine Strafzahlung von 50 Hufen aufgehoben.
Ordulf wurde in der Kirche St. Michaelis in Lüneburg beigesetzt.